# LaDainian Tomlinson
LaDainian Tomlinson (Rosebud, 23 giugno 1979) è un ex giocatore di football americano statunitense che ha giocato nel ruolo di running back nella National Football League (NFL) per undici stagioni. Nel 2017 è stato introdotto nella Pro Football Hall of Fame. Fu scelto nel corso del primo giro (5º assoluto) del Draft NFL 2001 dai San Diego Chargers con cui rimase per nove stagioni prima di trasferirsi ai New York Jets come free agent, con cui disputò le ultime due stagioni della carriera. Al college giocò a football alla Texas Christian University (TCU).
Tomlinson, spesso chiamato con le sue iniziali, L.T., fu selezionato per 5 Pro Bowl ed inserito sei volte nella formazione ideale della stagione All-Pro. Guidò due volte la lega in yard corse, nel 2006 e nel 2007, ed è al quinto posto di tutti i tempi per yard corse in carriera. Durante la stagione 2006, LT stabilì diversi primati individuali, compreso il maggior numero di touchdown segnati nella stagione regolare (31), che gli valsero il premio di miglior giocatore della lega e di giocatore offensivo dell'anno.

## Inizi
LaDainian Tomlinson nacque da Loreane Chappelle e Oliver Tomlinson a Rosebud in Texas. Suo fratello e suo padre morirono quando era ancora bambino, facendo però in tempo a instillargli la passione per il football.
Frequenta la University High School di Waco dove, oltre al football, gioca a basket e baseball. Qui inizia la sua carriera come linebacker, per passare rapidamente al ruolo di running back. Nella sua stagione da senior collezionò 2.554 yard e 39 touchdown, ricevendo il premio come Miglior giocatore del Distretto 25-4A e il Super Centex Offensive Player of the Year.
Durante la sua giovinezza Tomlinson era tifoso dei Dallas Cowboys e dei Miami Hurricanes e specialmente di Walter Payton, Jim Brown ed Emmitt Smith (con cui riuscì ad allenarsi in un summer camp). In un'intervista concessa alla ESPN Tomlinson rivelò che il suo stile di gioco era stato profondamente influenzato da questi tre giocatori.

## Carriera universitaria
Benché richiesto da numerosi college, agli inizi della sua carriera Tomlinson non fu mai considerato uno dei migliori running back emergenti. Questo era dovuto in parte al fatto che Tomlinson alla high school giocò come running back solo nella sua ultima stagione e quindi molti college avevano già optato precedentemente per altre soluzioni.
Tomlinson scelse quindi la Texas Christian University a Fort Worth in Texas, una piccola scuola appartenente alla Western Athletic Conference (ora Mountain West Conference). Prima dell'arrivo di Tomlinson, la TCU era approdata solo una volta a un Bowl game nei precedenti 12 anni, e solo due volte nei precedenti 34, venendo retrocessa in una conference minore (la WAC appunto) dopo una lunga permanenza nella Southwest Conference.
Nel 1998 Tomlison aiutò la sua squadra, gli Horned Frogs, a vincere il primo Bowl Game (il Sun Bowl) degli ultimi 41 anni, contro USC. Nel 1999 stabilì un record NCAA con 406 yard corse in una singola partita contro l'Università del Texas di El Paso che resistette per quattordici anni, finché non fu superato da Melvin Gordon nel 2014. La sua stagione si concluse con un totale di 1.850 yard corse e 18 touchdown.
Nella stagione 2000, come senior, Tomlinson guidò per la seconda volta la classifica NCAA in yard conquistate con 2.158 (di cui 354 su ricezione) e 22 touchdown. Fu premiato con il Doak Walker Award come miglior running back della nazione a livello universitario e giunse in finale dell'Heisman Trophy, dove si classificò quarto. La sua carriera universitaria si concluse con un totale di 5.263 yard corse, il miglior sesto risultato di sempre nel ranking NCAA Division I.
Nel 2005 la TCU ritirò il suo numero di maglia (il 5) prima del match contro l'Università del Nevada. Nel dicembre dello stesso anno Tomlinson mantenne la promessa fatta alla madre, ottenendo una laurea in comunicazione.

## Carriera professionistica

### San Diego Chargers

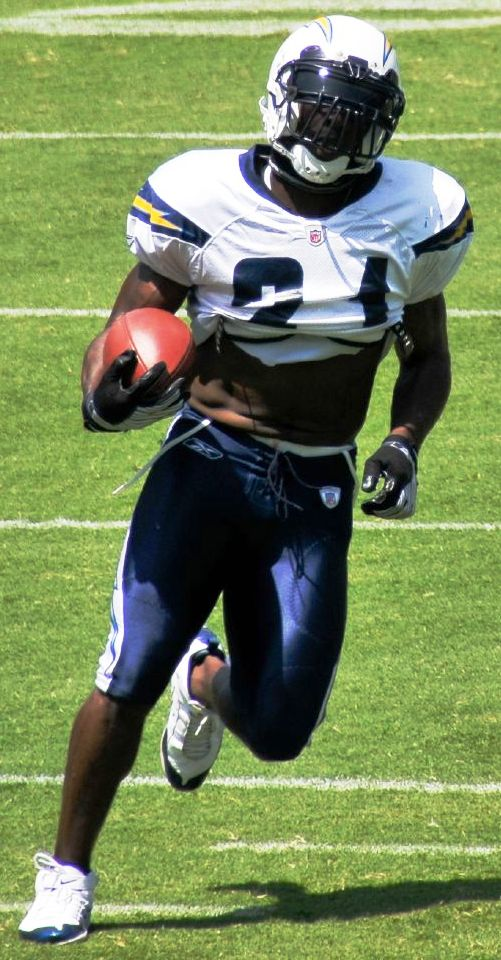
Tomlinson nel 2008.

Al draft NFL 2001, Tomlinson fu selezionato come 5a scelta assoluta dai San Diego Chargers. Debuttò nella NFL il 9 settembre 2001 contro i Washington Redskins indossando la maglia numero 21. A San Diego, Tomlinson divenne immediatamente il running back titolare, ottenendo un rapido successo e correndo oltre 1.200 yard con più di 50 ricezioni in ognuna delle sue prime sette stagioni da professionista. Durante questo periodo inoltre dimostrò la sua efficacia come passatore, avendo all'attivo 8 passaggi completati, di cui 7 in touchdown, con un passer rating di 154,4.
Tomlinson corse 1.236 yard in una squadra debole nella sua stagione da rookie. Nella stagione 2003 divenne il primo giocatore nella storia dell'NFL a correre 1.000 yard e collezionare 100 ricezioni nella medesima stagione. Realizzò il suo 50º touchdown nella sua quarta stagione alla sua sessantesima partita e venne convocato al Pro Bowl nelle stagioni 2002, 2004, 2005 e 2006. Tomlinson inoltre eguagliò il record detenuto da Lenny Moore di 18 partite consecutive con un touchdown segnato.
Il 16 ottobre 2005 nella vittoria dei Chargers sugli Oakland Raiders, Tomlinson è il settimo giocatore nella storia della NFL a correre, ricevere e lanciare un touchdown nella stessa partita. Nonostante la rottura di una costola nel finale di stagione, giocò per tutta l'annata totalizzando 1.462 yard su corsa, 370 su ricezione e un primato personale di 20 touchdown (18 su corsa e 2 su passaggio). Nello stesso anno si classifica terzo nel premio di Running back dell'anno giungendo terzo dietro Tiki Barber e Shaun Alexander.

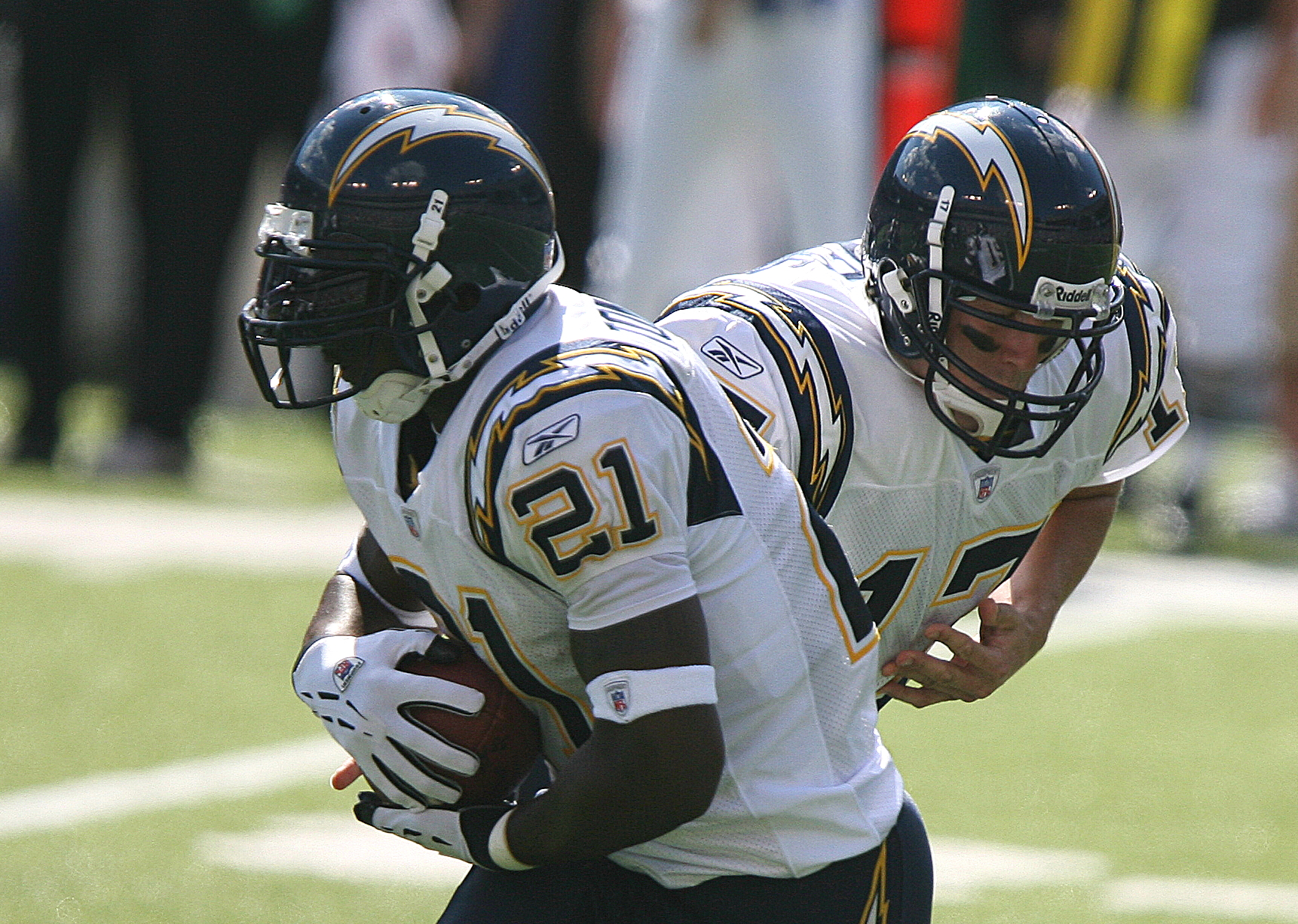
Tomlinson durante la sua stagione da record nel 2006.

Nel 2006 Tomlinson realizzò un nuovo record NFL segnando 19 touchdown nell'arco di 6 partite, con il record di franchigia di 4 touchdown nelle partite contro San Francisco 49ers, Cincinnati Bengals e Denver Broncos. Divenne il secondo giocatore a segnare tre touchdown per tre gare consecutive e il primo a segnarne tre per quattro gare consecutivi. Inoltre divenne il secondo giocatore a disputare tre gare da almeno quattro touchdown in una stagione (Marshall Faulk fu il primo nel 2000). Grazie a queste prestazioni divenne il più veloce giocatore della storia a segnare 100 touchdown in carriera. Il 19 novembre 2006 segnò il numero 102 in 89 partite, battendo il precedente record di 93 partite appartenuto a Jim Brown ed Emmitt Smith. Il 3 dicembre 2006 diviene inoltre il primo running back a correre almeno 1.236 yard in ognuna delle sue prime sei stagioni (primato poi portato a sette). Quattro giorni più tardi fu premiato come miglior giocatore offensivo della AFC del mese.
Tomlinson segnò il suo 29º touchdown contro i Denver Broncos in soli 13 match (Shaun Alexander aveva ottenuto lo stesso record in 16). Tuttavia i due touchdown su ricezione non furono conteggiati ai fini della statistica perché nella NFL vengono divisi in categorie differenti. Con il primo touchdown della partita contro i Kansas City Chiefs il 7 dicembre, Tomlinson batté il record di punti messi a segno da un giocatore in una singola stagione, che resisteva da 46 anni. Concluse la stagione con 2.323 yard guadagnate (incluse quelle su ricezione) e 31 touchdown (28 su corsa e 3 su ricezione).
San Diego terminò col miglior record della lega, 14-2, guidando la NFL con 492 punti segnati. Tomlinson corse 123 yard, ricevette 2 passaggi per 64 yard e segnò due touchdown nella sconfitta dei Chargers nei divisional playoff contro i New England Patriots. Dopo la gara, il solitamente pacato Tomlinson incolpà l'allenatore dei Patriots Bill Belichick per alcuni giocatori di New England che festeggiarono sul logo a metà campo dei Chargers al Qualcomm Stadium imitando in maniera derisoria l'esultanza del giocatore dei Chargers Shawne Merriman. "Non hanno mostrato classe. Assolutamente nessuna. E forse questo deriva dal loro capo-allenatore" disse Tomlinson.

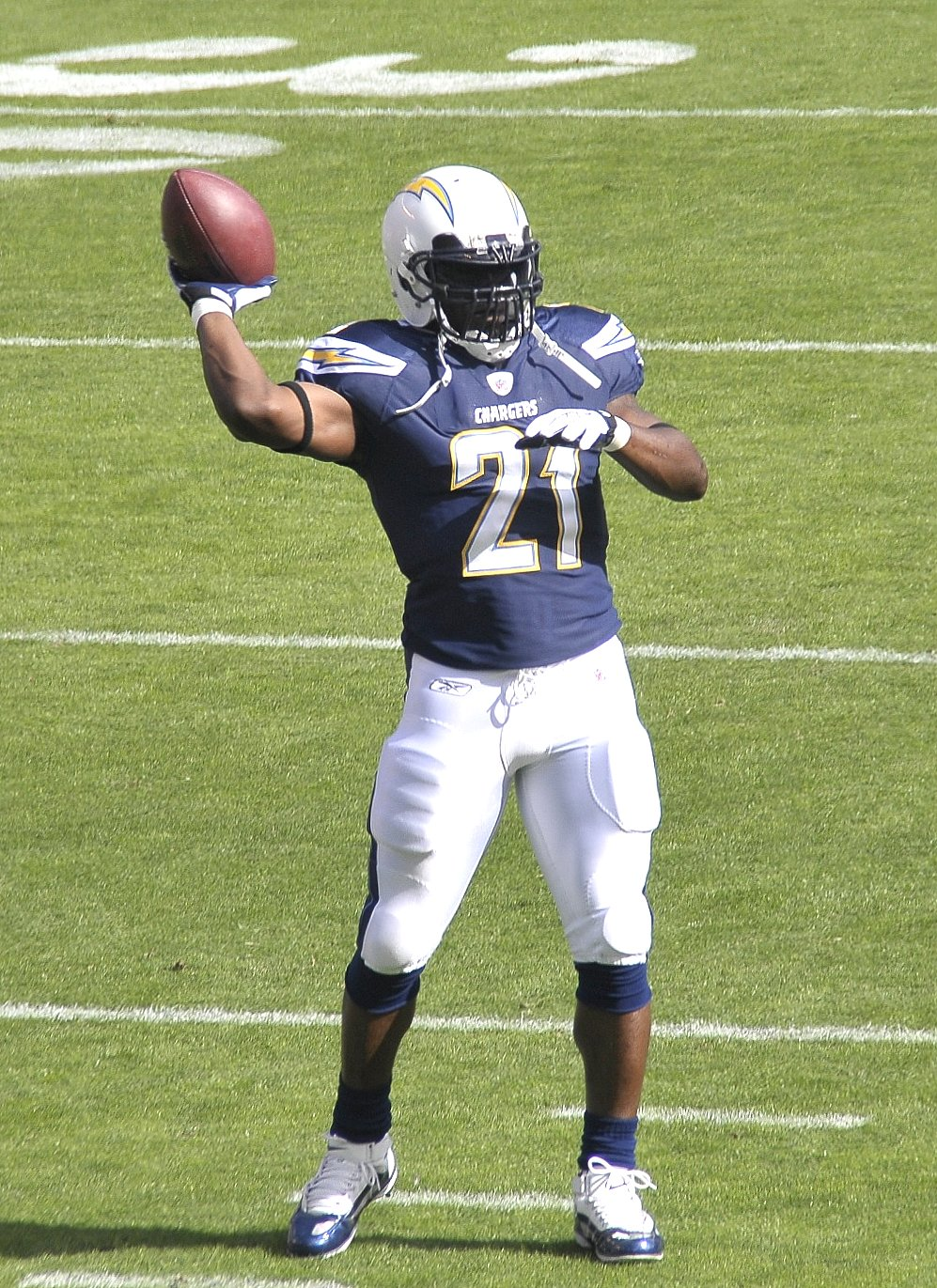
Tomlinson lanciò sette passaggi da touchdown nella sua carriera.

Il 5 gennaio 2007, Tomlinson fu premiato come MVP della NFL per la sua stagione da record, ricevendo 44 voti sui 50 disponibili. L'ex compagno Drew Brees, ricevette 4 voti e Peyton Manning due. Tomlinson fu uno dei nove giocatori dei Chargers convocati per il Pro Bowl, come running back titolare della American Football Conference. L'Associated Press lo premiò anche come giocatore offensivo dell'anno e la NBC lo premiò come giocatore dell'anno. Successivamente fu premiato anche con il Walter Payton Man of the Year Award, condividendolo con Drew Brees.
Norv Turner, che era il coordinatore offensivo dei Chargers durante la stagione da rookie di Tomlinson, sostituì Marty Schottenheimer come capo-allenatore della squadra nel 2007. "Norv è una scelta perfetta per la nostra squadra. Saprà esattamente cosa fare con la nostra squadra" Tomlinson commentò riguardo al nuovo allenatore. Il 2 dicembre 2007 Tomlinson superò Walter Payton nella classifica di tutti i tempi dei touchdown segnati su corsa, con il suo 111º contro i Kansas City Chiefs. Il giorno successivo Tomlinson onorò Payton indossando la sua maglia durante una conferenza stampa. Tomlinson guidò la lega con 1.474 yard corse nel 2007, diventando il primo giocatore da Edgerrin James nel 2000 a guidare la lega per due anni consecutivi. Sempre nel corso di quella stagione Tomlinson divenne il quarto giocatore di tutti i tempi a raggiungere più rapidamente i 10.000 yard in carriera.
Tomlinson corse sole 42 yard su 21 possessi e ricevette 3 passaggi per 19 yard senza segnare alcun touchdown nella vittoria del primo turno di playoff contro i Tennessee Titans il 6 gennaio 2008. La settimana successiva si infortunò al legamento mediale collaterale del ginocchio sinistro nella vittoria dei Chargers nei divisional playoff contro gli Indianapolis Colts il 13 gennaio 2008. Tomlinson cercò di giocare malgrado l'infortunio e corse due volte per 5 yard prima di rimanere in panchina per il resto della finale della AFC persa contro i New England Patriots, 21–12.
Tomlinson non partecipò alla pre-stagione dei Chargers del 2008 a causa dell'infortunio. In maniera simile all'anno precedente ebbe una partenza lenta in campionato, dopo aver subito un infortunio al dito del piede contro i Carolina Panthers nella settimana 2. Tomlinson non superò le cento yard corse in una gara fino al turno 4 contro gli Oakland Raiders, mantenendo una media di sole 3,3 yard a portata nelle prime tre gare. Tomlinson a metà stagione aveva una media di sole 17 corse a partita, con 4 touchdown corsi e uno su ricezione. Anche se superò solamente due volte le cento yard corse in una partita quell'anno, riuscì comunque a superare quota mille yard stagionali per l'ottava volta consecutiva, portandosi alla pari nella classifica di tutti i tempi con Thurman Thomas al terzo posto e dietro a Curtis Martin, Barry Sanders ed Emmitt Smith per stagioni consecutive da mille yard corse. Terminò la stagione con i minimi in carriera per yard corse (1.100) e corse tentate (292) ma con 11 touchdown, dopo averne segnati 3 nell'ultima gara della stagione. Col suo 126º touchdown su corsa superò i 123 di Marcus Allen e col 141º totale si avvicinò ai 141 dello stesso Allen, al terzo posto di tutti i tempi col wide receiver Terrell Owens e dietro Emmitt Smith (175) e Jerry Rice (208). Inoltre divenne il quinto giocatore a raggiungere contemporaneamente le 500 ricezioni e le 10.000 yard corse. Tomlinson si ruppe parzialmente l'inguine nell'ultima gara della stagione contro Denver. Giocò il primo tempo del primo turno di playoff contro i Colts prima di infortunarsi nuovamente all'inguine e perdere la sconfitta nel turno successivo contro i Pittsburgh Steelers.
Dopo intense trattative, Tomlinson e i Chargers giunsero a un accordo il 10 marzo 2009 per ristrutturare il suo contratto triennale e farlo rimanere nelle franchigia. Nella prima gara della stagione, il giocatore si infortunò a una caviglia e perse le due gare successive. La linea offensiva subì diversi infortuni durante la stagione e la protezione di Tomlinson peggiorò, portando ai minimi in carriera per corse effettuate (223) e yard (730). Segnò 12 touchdown ma ebbe una media di sole 3,3 yard a possesso. La squadra terminò con un record di 13–3, vincendo 11 gare consecutive. Nel secondo turno dei playoff furono battuti a sorpresa dai New York Jets.
Il 22 febbraio 2010, Tomlinson fu svincolato dai Chargers. Lasciò la squadra all'ottavo posto tra i corridori di tutti i tempi con 12.490 yard, al secondo posto con 138 touchdown su corsa segnati e terzo con 153 touchdown totali segnati, il più veloce della storia a raggiungere 150 touchdown segnati (137 gare).

### New York Jets

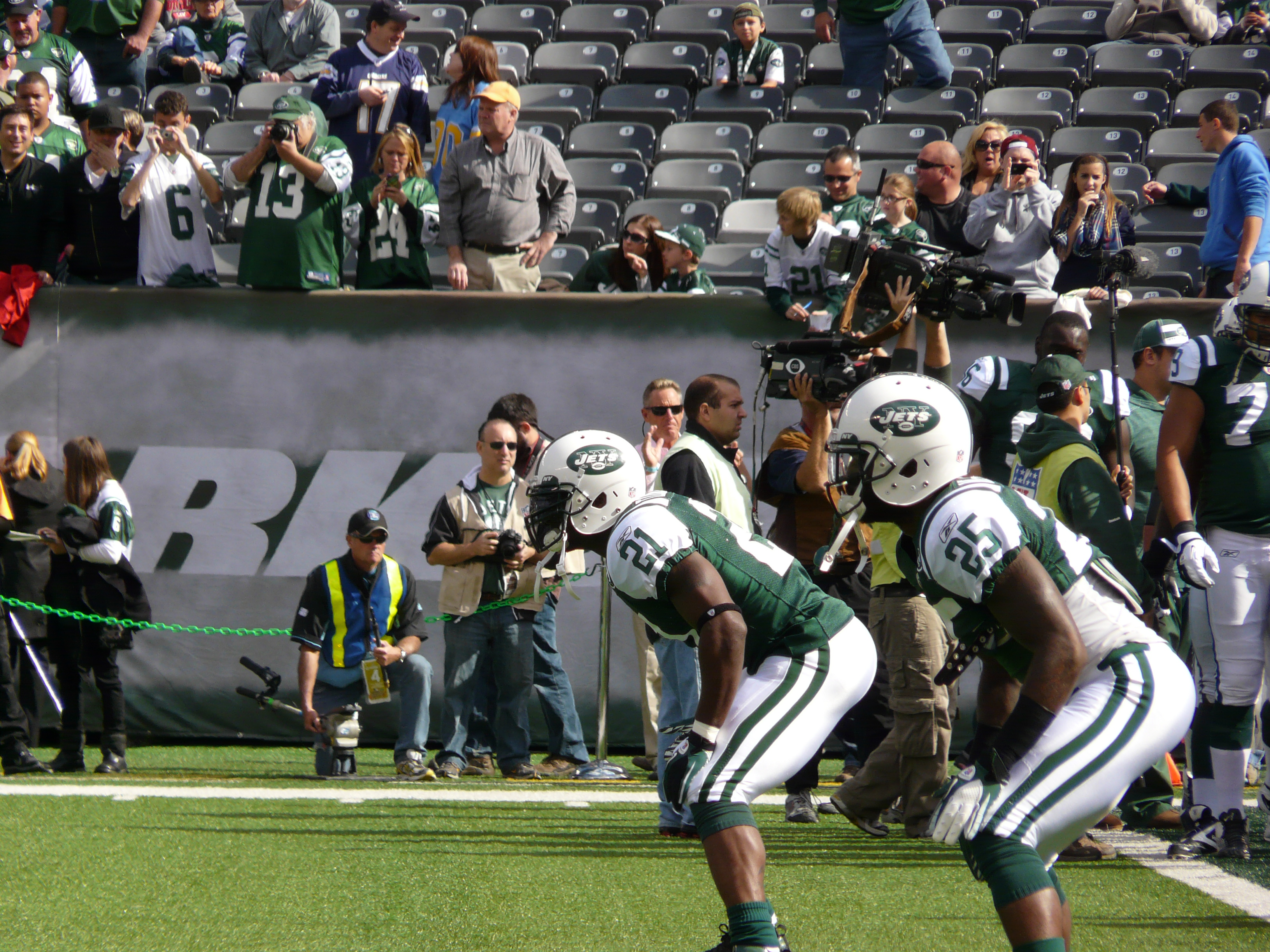
Tomlinson nel 2011 coi Jets

Il 14 marzo 2010, dopo esser diventato free agent, il giocatore firmò un contratto di due anni per un totale di 5,2 milioni di dollari con i Jets. In due stagioni a New York Tomlinson corse 1.194 yard e segnò sette touchdown su corsa, compreso il massimo stagionale della franchigia nel 2010 con 914 yard, oltre a 94 ricezioni per 817 yard e 2 touchdown ricevuti.

### Ritiro
Dopo aver considerato di andare ai Denver Broncos di Peyton Manning, storici rivali di San Diego, per puntare a vincere finalmente il Super Bowl, il 17 giugno 2012 Tomlinson annunciò che il giorno successivo avrebbe firmato un contratto di un giorno coi San Diego Chargers per ritirarsi come un giocatore della loro squadra.
Il 22 maggio 2014 Tomlinson fu introdotto nella College Football Hall of Fame. Il 22 novembre 2015 il suo numero 21 fu ritirato dai Chargers.

## Palmarès

### Individuale
- MVP della NFL: 1

2006
- Convocazioni al Pro Bowl: 5

2002, 2004, 2005, 2006, 2007
- First-Team All-Pro: 4

2004, 2005, 2006, 2007
- Second-Team All-Pro: 2

2002, 2003
- Miglior giocatore offensivo dell'anno della NFL: 1

2006
- Running back dell'anno: 1

2006
- Miglior giocatore offensivo dell'anno della AFC:

2006
- Running back della settimana: 18

10ª settimana della stagione 2003, 14ª settimana della stagione 2004, 3ª,4ª,6ª,9ª e 12ª settimana della stagione 2005, 1ª,6ª,9ª,10ª,11ª,13ª,14ª e 15ª settimana della stagione 2006, 13ª settimana della stagione 2007, 17ª settimana della stagione 2008 e 4ª settimana del 2010
- Walter Payton NFL Man of the Year Award: 1

2006 (ex aequo con Drew Brees)
- Bart Starr Man Award: 1

2007
- Bert Bell Award: 1

2006
- PFWA All-Rookie Team - 2001
- Leader della NFL in touchdown su corsa: 3

2004, 2006, 2007
- Club delle 10.000 yard corse
- Numero 21 ritirato dai San Diego Chargers
- Formazione ideale della NFL degli anni 2000
- Classificato al #61 tra i migliori cento giocatori di tutti i tempi da NFL.com
- Pro Football Hall of Fame (Classe del 2017)
- College Football Hall of Fame

## Statistiche

### Stagione regolare
| Anno   | Squadra            | G   | Ten   | Yard   | TD  | Fum | Media | Ric | Yard  | TD | P ten | P Comp | %    | Yard | TD | INT |
| ------ | ------------------ | --- | ----- | ------ | --- | --- | ----- | --- | ----- | -- | ----- | ------ | ---- | ---- | -- | --- |
| 2001   | San Diego Chargers | 16  | 339   | 1 236  | 10  | 8   | 3,6   | 59  | 367   | 0  | 0     | 0      | 0    | 0    | 0  | 0   |
| 2002   | San Diego Chargers | 16  | 372   | 1 683  | 14  | 3   | 4,5   | 79  | 489   | 1  | 0     | 0      | 0    | 0    | 0  | 0   |
| 2003   | San Diego Chargers | 16  | 313   | 1 645  | 13  | 2   | 5,3   | 100 | 725   | 4  | 1     | 1      | 100  | 21   | 1  | 0   |
| 2004   | San Diego Chargers | 15  | 339   | 1 335  | 17  | 6   | 3,9   | 53  | 341   | 1  | 2     | 1      | 50   | 38   | 0  | 0   |
| 2005   | San Diego Chargers | 16  | 339   | 1 462  | 18  | 3   | 4,3   | 51  | 370   | 2  | 4     | 3      | 75   | 47   | 3  | 0   |
| 2006   | San Diego Chargers | 16  | 348   | 1 815  | 28  | 2   | 5,2   | 56  | 508   | 3  | 3     | 2      | 66,7 | 20   | 2  | 0   |
| 2007   | San Diego Chargers | 16  | 315   | 1 474  | 15  | -   | 4,7   | 60  | 475   | 3  | 1     | 1      | 100  | 17   | 1  | 0   |
| 2008   | San Diego Chargers | 16  | 292   | 1 110  | 11  | 1   | 3,8   | 52  | 426   | 1  | 1     | 0      | 0    | 0    | 0  | 0   |
| 2009   | San Diego Chargers | 14  | 223   | 730    | 12  | 2   | 3,3   | 20  | 154   | 0  | 0     | 0      | 0    | 0    | 0  | 0   |
| 2010   | New York Jets      | 15  | 219   | 914    | 6   | 4   | 4,2   | 52  | 368   | 0  | 0     | 0      | 0    | 0    | 0  | 0   |
| 2011   | New York Jets      | 14  | 75    | 280    | 1   | 0   | 3,7   | 42  | 449   | 2  | 0     | 0      | 0    | 0    | 0  | 0   |
| Totale |                    | 170 | 3 174 | 13 684 | 145 | 31  | 4,3   | 624 | 4 772 | 17 | 12    | 8      | 66,7 | 143  | 7  | 0   |

## Vita privata
È lo zio del cornerback dei Los Angeles Rams Tre Tomlinson.